# Brennan Bernardino
Brennan Allen Bernardino (Valencia, California, 15 de enero de 1992), más conocido como Brennan Bernardino, es un jugador profesional estadounidense de béisbol que se desempeña en la posición de lanzador en Boston Red Sox, equipo de las Grandes Ligas de Béisbol (MLB).

## Carrera
Bernardino hizo su debut en la MLB con el equipo Seattle Mariners, en el cual jugó una temporada (2022), después pasó a Boston Red Sox, donde lleva jugando dos temporadas.